# Milwaukee (Schiff, 1929)
Die Milwaukee war ein 1929 in Dienst gestelltes Transatlantik-Passagierschiff der Hamburg-Amerika Line (HAPAG), das im Passagierverkehr nach New York eingesetzt wurde. Während des Zweiten Weltkriegs als Wohnschiff von der Kriegsmarine genutzt, war das Schiff ab 1945 unter dem Namen Empire Waveney in britischer Hand und wurde 1947 in Schottland verschrottet.

## Das Schiff

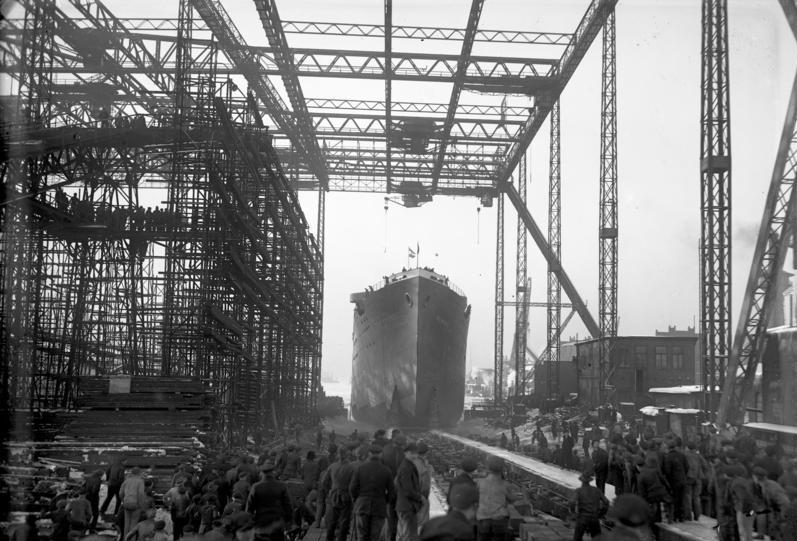
Stapellauf des Schiffes
am 20. Februar 1929

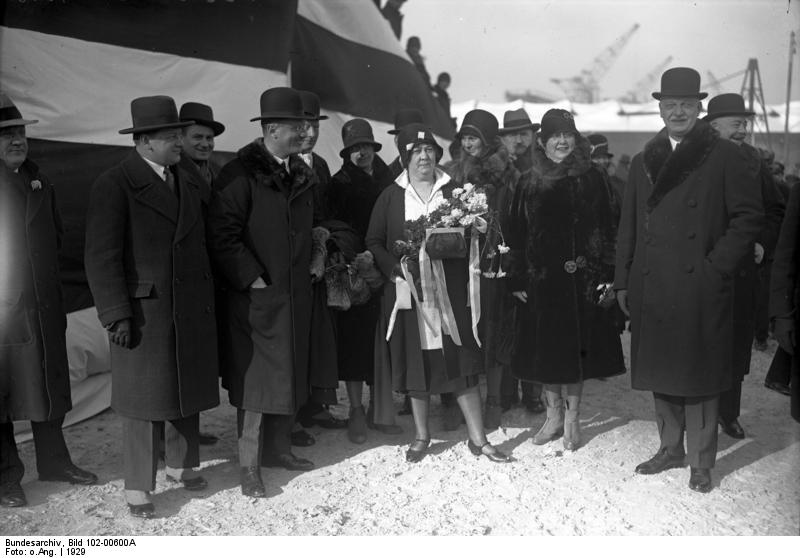
HAPAG-Direktor Wilhelm Cuno (ganz rechts) beim Stapellauf der Milwaukee

Die Milwaukee war ein 16.699 BRT großes Motorschiff, das bei Blohm  & Voss in Hamburg-Steinwerder für den Nordamerika-Dienst der HAPAG-Reederei gebaut wurde. Das 175,52 Meter lange und 22,08 Meter breite Schiff lief am 20. Februar 1929 vom Stapel und wurde von Lydia Paetow Hoan, der Ehefrau von Daniel Hoan, von 1916 bis 1940 Bürgermeister von Milwaukee, getauft. Die Milwaukee war für die Beförderung von 251 Passagieren in der Ersten Klasse, 122 in der Zweiten Klasse und 330 in der Touristenklasse ausgelegt. Das Schiff verfügte über eine Funkstation, die von der Deutschen Betriebsgesellschaft für drahtlose Telegraphie mbH (DEBEG) ausgestattet wurde. Das Rufzeichen der Milwaukee war DIDP.
Die Milwaukee wurde von vier doppeltwirkenden Sechszylinder-Zweitakt-Dieselmotoren (Bauart MAN, Lizenzbau Blohm & Voss) mit einer Leistung von je 3000 PSe angetrieben, die dem Schiff eine Geschwindigkeit von 16,5 Knoten ermöglichten. 
Sie war das Schwesterschiff der bereits am 2. August 1928 beim Bremer Vulkan vom Stapel gelaufenen St. Louis (16.732 BRT), die vor allem durch ihre „Reise der Verdammten“ 1939 unter ihrem Kapitäns Gustav Schröder bekannt wurde.

## Geschichte

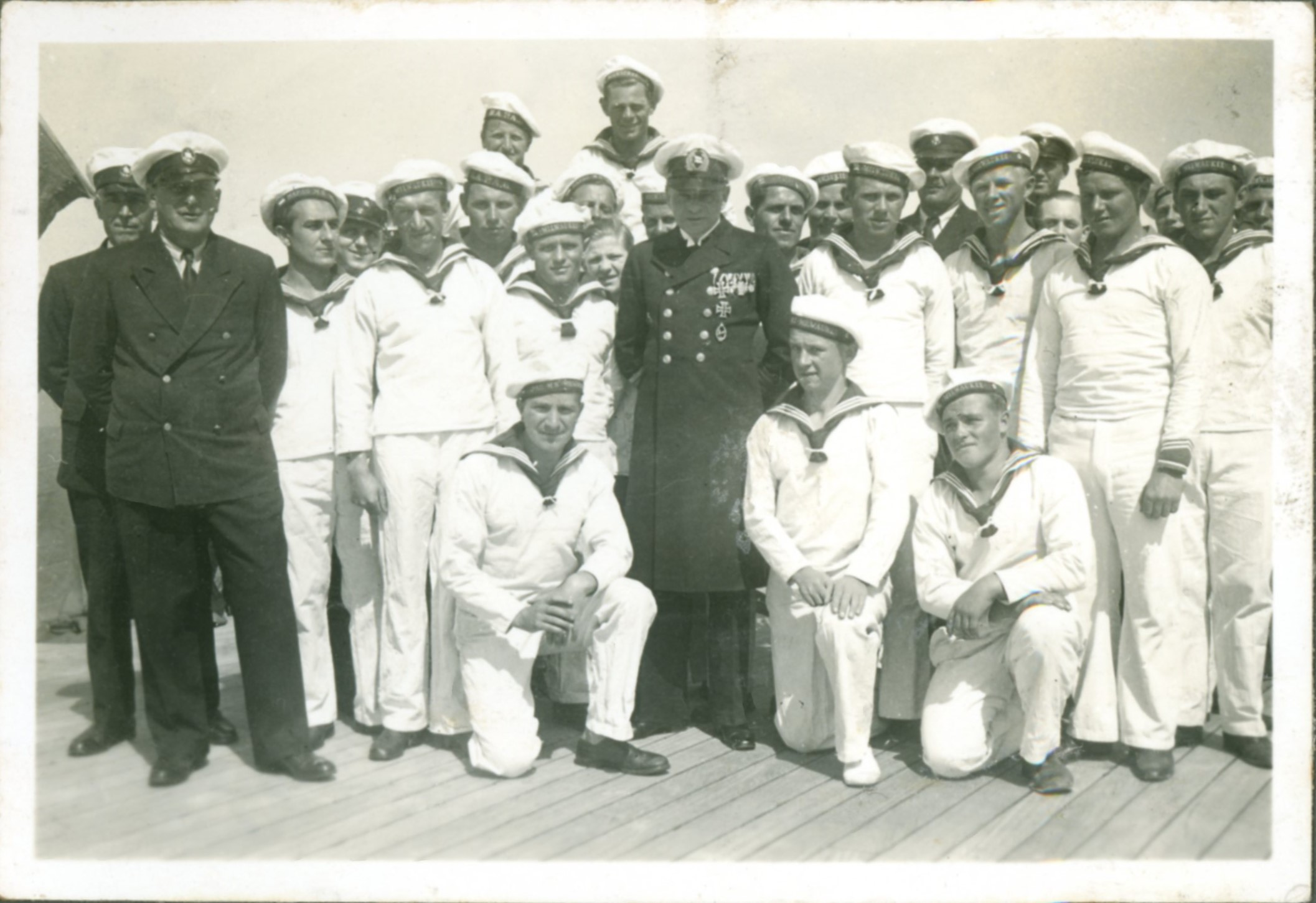
Decksbesatzung mit Kapitän (Mitte), 1936

Nach der Fertigstellung am 11. Juni 1929 legte die Milwaukee zu ihrer Jungfernfahrt von Hamburg nach New York ab. Bis auf gelegentliche Kreuzfahrten blieb das Schiff in seinen ersten Dienstjahren in erster Linie im nordatlantischen Passagierverkehr. Am 24. Dezember 1933 sendete die Nordische Rundfunk AG per Kurzwelle die über 1300 Kilometer übertragene Weihnachtsfeier der Milwaukee im deutschen Rundfunkprogramm.
Ab 1936 wurde die Milwaukee nur noch als reines Kreuzfahrtschiff mit Platz für 600 Passagiere eingesetzt. Nach Umbauten hatte das Schiff einen leicht erhöhten Rauminhalt von 16.754 BRT. Als Kreuzfahrtschiff war die Milwaukee sehr populär und führte in der Touristenklasse oftmals Passagiere, die durch die nationalsozialistische Organisation Kraft durch Freude (KdF) eine Fahrt erworben hatten. So unternahm 1939 auch Eva Braun mit der Milwaukee eine Kreuzfahrt zu den norwegischen Fjorden und Island.
Mit Ausbruch des Zweiten Weltkriegs endete die zivile Nutzung der Milwaukee. Von 1940 bis Kriegsende diente sie als Wohn- und Hospitalschiff der Kriegsmarine.
1945 fiel sie in Kiel den Briten als Kriegsbeute in die Hände. Die britische Regierung stellte das Schiff unter das Management der Cunard Line, die es unter dem Namen Empire Waveney als Truppentransporter verwendete. Am 1. März 1946 sank das Schiff nach einem Brand an Bord im Hafen von Liverpool. Zwei Monate später wurde die ehemalige Milwaukee gehoben und nach Dalmuir (Schottland) geschleppt, wo sie 1947 verschrottet wurde.